# Chris Dyson
Pour les articles homonymes, voir Dyson (homonymie).

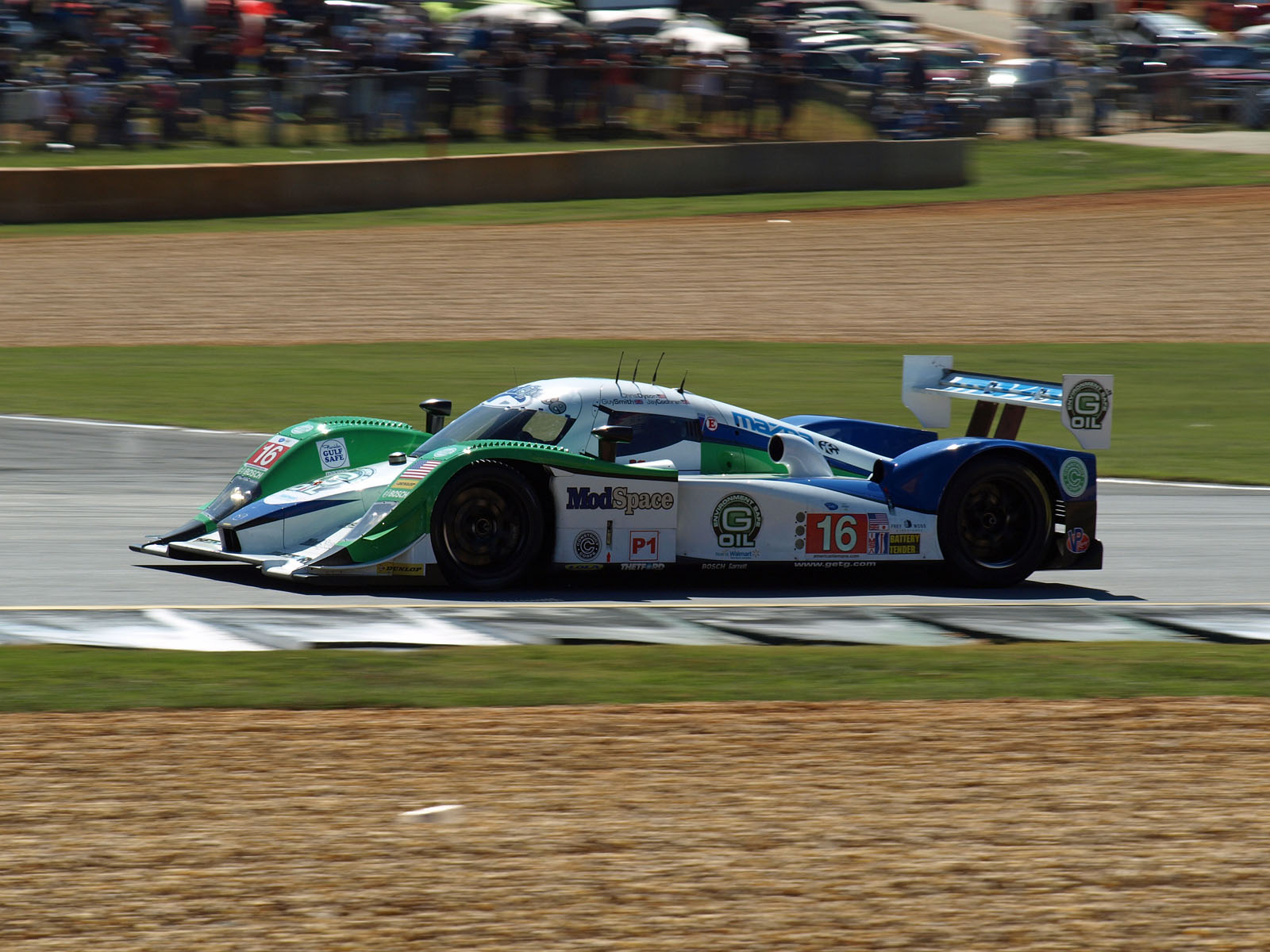
La Lola B09/86 2011

Chris Dyson, né le 24 février 1978 à Poughkeepsie, est un pilote automobile américain engagé en American Le Mans Series au sein de l'écurie de l'écurie Dyson Racing créée par son père Rob Dyson.

## Palmarès
- Vainqueur des American Le Mans Series 2011
- Vainqueur de la catégorie LMP675 des American Le Mans Series 2003
- Vice-Champion de Rolex Sports Car Series en 2002
- Vainqueur des 6 Heures de Watkins Glen en 2002

## Résultats aux 24 Heures du Mans
| Année | Voiture           | Équipe             | Équipiers                             | Résultat |
| ----- | ----------------- | ------------------ | ------------------------------------- | -------- |
| 2004  | Dome S101         | Racing for Holland | Jan Lammers / Katsutomo Kaneishi (en) | 7e       |
| 2009  | Lola B08/86-Mazda | Ray Mallock Ltd.   | Mike Newton / Thomas Erdos            | Abandon  |